# Der schreibende Affe
Der schreibende Affe aus dem Jahre 1911 ist eine Zukunftsnovelle des deutschen Schriftstellers Carl Grunert (1865–1918). 

## Stil
Es handelt sich um eine humoristische kurze Geschichte, Novelle oder auch Erzählung aus dem Genre der Zukunftsliteratur. Grunert selbst nannte seine Werke Zukunftsnovellen.

## Inhalt
Professor Ziegel findet bei Ausgrabungen aus spätbabylonischer Zeit Tontafeln, die ein neues Licht auf den andauernden Streit zwischen den zwei Gelehrten Monkey und Schalk werfen. Demnach soll Deinam, ein ehrgeiziger Prinz aus Babylon, an einer unbekannten Küste Afrikas gelandet sein und versucht haben, Wesen das Schreiben beizubringen. Der Streit der Gelehrten dreht sich um die Übersetzung des Begriffs „Wesen“ der alten Keilschrift; der eine übersetzt es mit „Affe“ oder „Menschenaffe“, der andere mit „Urbewohner“ oder „Eingeborener“. Des Weiteren wird der Zwist durch die Entdeckung eines französischen Forschers angeheizt, der mit einem lenkbaren Luftschiff im Inneren Afrikas unterwegs gewesen ist. Dieser Afrikaforscher hat Affen gesehen, die ein Palmblatt mit einer Art Rohrfeder beschrieben haben. Von dem Palmblatt wurde eine Fotografie angefertigt. Professor Schalk und der Afrikaforscher treffen einander und vereinbaren die nächste Expedition zu den schreibenden Affen nach Afrika gemeinsam zu unternehmen. Es wird festgestellt, dass eine Verwandtschaft der Schrift vom Palmenblatt und den Keilschriften aus Babylon besteht. Der Gelehrte Schalk vermutet, dass die schreibenden Affen Nachfahren der Affen sind, denen Deinam damals das Schreiben beibrachte. Schalk nimmt weiters an, dass Deinam von der Thronfolge ausgeschlossen worden war und sich verbittert bei den Menschenaffen neue Verbündete gesucht hatte, um sie zu bilden und eventuell mit ihnen gegen die Menschen vorzugehen. 
Professor Schalk und der französische Afrikaforscher Frédéric befinden sich mit dem Luftschiff über Afrika und suchen die schreibenden Affen. Schließlich finden sie eine Gruppe, in der sich tatsächlich ein solcher befindet. Sie fangen ihn und entdecken unter dem Affenkostüm Professor Monkey. Dieser versuchte durch Experimente herauszufinden, ob die Möglichkeit besteht, den Affen das Schreiben beizubringen, indem man sich ihren Nachahmungsdrang zu Nutze macht. Monkey erzählt dem französischen Forscher und Professor Schalk, dass es wirklich einen schreibenden Affen gibt und dass das von ihnen gefundene Palmblatt von diesem Affen stammt. Es ist der letzte Nachkomme der von Deinam ausgebildeten Affen.

## Aufbau
Die Geschichte ist nur wenige Seiten lang und in drei Abschnitte unterteilt. 

## Veröffentlichungen
- Reclams Universum
- Die Maschine des Theodulos Energeios, TES Reprint 2000, herausgegeben von Gerd-Michael Rose
- Utopisch-technische Zukunfts-Novellen, 2005, herausgegeben von Dieter von Reeken u. a.